# Cauneille
Cauneille is een gemeente in het Franse departement Landes (regio Nouvelle-Aquitaine) en telt 734 inwoners (2005). De plaats maakt deel uit van het arrondissement Dax.

## Geografie
De oppervlakte van Cauneille bedraagt 15,4 km², de bevolkingsdichtheid is 47,7 inwoners per km².
De onderstaande kaart toont de ligging van Cauneille met de belangrijkste infrastructuur en aangrenzende gemeenten.

## Demografie
Onderstaande figuur toont het verloop van het inwonertal (bron: INSEE-tellingen).